# John Lancaster Spalding

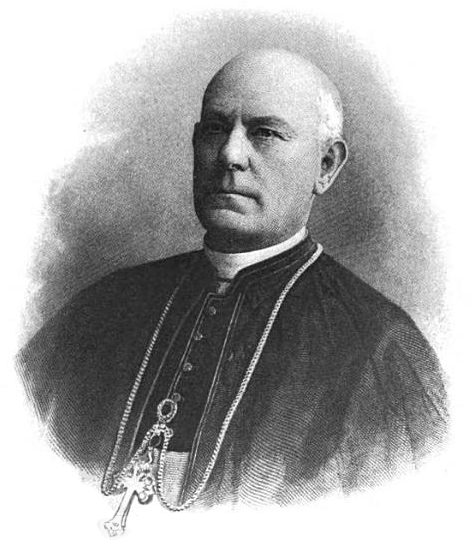
John Lancaster Spalding im Jahr 1905

John Lancaster Spalding, Pseudonym Henry Hamilton (* 2. Juni 1840 in Lebanon, Kentucky, Vereinigte Staaten; † 25. August 1916) war ein US-amerikanischer Geistlicher und römisch-katholischer Bischof von Peoria.

## Leben
John Lancaster Spalding, Ältester von neun Geschwistern, studierte am Amerikanischen Kolleg in Löwen, wo er am 19. Dezember 1863 das Sakrament der Priesterweihe für das Bistum Louisville empfing. Im Jahr 1866 war er der jüngste Teilnehmer des Zweiten Nationalkonzils in Baltimore, auf dem er auch als Prediger in Erscheinung trat. Zu dieser Zeit war sein Onkel Martin John Spalding Erzbischof von Baltimore. Nach dessen Vorbild setzte er sich seit 1871 für die Gründung der Katholischen Universität von Amerika ein.
Papst Pius IX. ernannte ihn am 19. Dezember 1876 zum ersten Bischof von Peoria. Der Erzbischof von New York, Kardinal John McCloskey, spendete ihm am 1. Mai des folgenden Jahres die Bischofsweihe; Mitkonsekratoren waren James Gibbons, Bischof von Richmond, und Thomas Patrick Roger Foley, Koadjutorbischof von Chicago. Foley nahm drei Wochen später auch die Amtseinführung in der St. Mary’s Church von Peoria vor.
In seiner Amtszeit engagierte er sich für die Gründung katholischer Schulen und unterstützte die Einrichtung muttersprachlicher Kirchengemeinden für alle Einwanderergruppen. Im Jahr 1884 nahm er am Dritten Nationalkonzil in Baltimore teil. Anschließend war er an der Erarbeitung des nationalen Katechismus von Baltimore beteiligt. Als Autor veröffentlichte er unter anderem eine Biographie seines Onkels Martin John Spalding. Werke über Poesie brachte er unter dem Pseudonym Henry Hamilton heraus.
Durch einen 1905 erlittenen Schlaganfall eingeschränkt arbeitsfähig, verzichtete er auf das Bistum Peoria. Mit der Annahme des Rücktritts am 14. Oktober 1908 ernannte ihn Papst Pius X. zum Titularerzbischof von Scythopolis.